# Lisa Ferraday
Lisa Ferraday (n. 10 martie 1921, Arad, România – d. 22 martie 2004, Palm Beach⁠(d), Florida, SUA) a fost o actriță și model americană de origine română. La naștere numele ei era Elisabeth de Mezey.  Ca actriță, ea a apărut în piese de teatru, radio și televiziune, dar este cel mai bine cunoscută pentru aparițiile sale ca o leading lady⁠(d) în mai multe filme Columbia Pictures din anii 1950, cum ar fi China Corsair. În perioada 1945 - 1949 a fost căsătorită cu Elmer L. Kincaid iar în perioada 1958 - 2004 a fost căsătorită cu John W. Anderson II.

## Filmografie
- Death of a Scoundrel (1956) - Zina Monte
- The Kentuckian / Omul din Kentucky (1955) - jucător
- California Conquest (1952) - Helena de Gagarine
- Last Train from Bombay (1952) - Charlane
- Rancho Notorious / Ferma nelegiuiților (1952) - Maxine
- The Belle of New York (1952) - Frenchie
- The Merry Widow / Văduva veselă (1952) - Marcella
- The Snows of Kilimanjaro / Zăpezile de pe Kilimanjaro (1952) - Vendeuse
- China Corsair (1951) - Tamara Liu Ming
- Flame of Stamboul (1951) - Lynette Garay
- I Was an American Spy (1951) - Dorothy Fuentes
- Show Boat (1951) - Renee
- Too Young to Kiss (1951) - Nina Marescu
- Under My Skin / Povestea unui Jocheu (1950) - Rol de o replică
- Sky Liner (1949) - Mariette Le Fare[5]